# Emiliano Alfaro
Emiliano Alfaro Toscano (Treinta y Tres, 28 april 1988) is een Uruguayaans voetballer. Hij tekende medio 2017 een contract tot het einde van het kalenderjaar bij FC Pune City in India.

## Clubcarrière
Alfaro speelde van 2006 tot 2011 bij de Uruguayaanse club Liverpool FC, dat hem gedurende het seizoen 2010-2011 verhuurde aan San Lorenzo. In januari 2012 tekende hij bij Lazio een contract tot medio 2016. De club verhuurde hem achtereenvolgend aan Al-Wasl en zijn oude ploeg Liverpool FC. Hij speelde echter slechts 8 wedstrijden voor Lazio, waarna hij in augustus 2015 een contract tot medio 2017 tekende bij Buriram United. Vanwege procedurele redenen was hij pas per 1 januari 2016 speelgerechtigd voor de Thaise club. Vanwege veel blessureleed kwam Alfaro nooit aan spelen toe in Thailand. In de zomer van 2016 liep zijn contract bij de club af. Nadien speelde hij nog in Azië voor NorthEast United, Al-Fujairah en Pune City.

## Interlandcarrière
Alfaro kwam uit voor verschillende Uruguayaanse jeugdelftallen. Op 15 november 2011 debuteerde hij in het Uruguayaans voetbalelftal in een oefenwedstrijd tegen Italië.